# 高畠長直
高畠 長直（たかばたけ ながなお、生年不詳 - 天文18年6月24日（1549年7月18日））は、戦国時代の武将。細川氏の家臣。高畠長信の弟。通称は甚九郎、後に伊豆守の官途名を与えられる。
元は山城国鳥羽の国人の出であった。同国の国人は山城国一揆が、当時の管領であった細川政元と関係を持っていたことで知られるように、戦国時代に入ると同氏の影響を強く受けるようになっていた。高畠氏は桂川流域の高畠荘の有力武士であるとともに土倉や水運関係の仕事などを営んでいたと言われている。細川高国と細川晴元が管領の地位を巡って争った際には、長直は兄である与十郎長信とともに晴元側の一員として参戦し、晴元の勝利後には兄が山城郡代として山城国内の細川領を監督する地位に立ったために、長直も晴元の近臣として仕えた。
高畠氏はその地域性から公家や寺社勢力とも繋がりを持ち、特に桂川から淀川を経た下流にあたる石山本願寺と密接な関係をもっていた。本願寺門主証如とも親密な関係にあり、証如が庭田重直の娘との間に男子（後の顕如）が生まれた時には、管領・晴元の代理として祝辞を述べている。また、三好元長・内藤国貞との戦いにも参戦して戦功を挙げている。
木沢長政の死後、同じ頃に死去した兄の後を受けて山城郡代となり、細川氏綱やこれと結ぶ畠山政国らとの戦いに参加する一方、天文15年（1546年）には晴元に従って後奈良天皇に拝謁している。だが、晴元の重臣三好長慶の氏綱方への離反をきっかけに状況は一変する。天文18年（1549年）江口の戦いにおいて、晴元方三好政長の軍に参加した長直は三好長慶の攻撃によって敗死してしまったのである。
近年、上杉本洛中洛外図に長直の屋敷が描かれている事が確認されたために、執筆年代との関係で様々な議論を呼んでいる。